# Porto
Porto (portugalska izgovorjava: [ˈpoɾtu] ()) je drugo največje mesto na Portugalskem za Lizbono, glavno mesto okrožja Porto, in eno večjih mestnih območij Iberskega polotoka. Ožje mesto Porto, ki je celotna občina Porto, je majhno v primerjavi s svojim metropolitanskim območjem, z ocenjenim prebivalstvom le 231.800 ljudi v občini s samo 41,42 km². Metropolitansko območje Porta ima okoli 1,7 milijona ljudi (2021) na območju 2395 km²,  zaradi česar je drugo največje urbano območje na Portugalskem. Priznano je kot globalno mesto z oceno Gamma + raziskovalne mreže globalizacije in svetovnih mest.
Porto, ki je ob izlivu reke Douro/Duero na severu Portugalske, je eno najstarejših evropskih središč, njegovo jedro pa je UNESCO leta 1996 razglasil za svetovno dediščino kot zgodovinsko središče Porta, most Ludvika I. in samostan Serra do Pilar. Zgodovinsko območje je tudi narodni spomenik Portugalske. Zahodni del njegovega urbanega območja sega do obale Atlantskega oceana. Njegova naselbina sega mnogo stoletij nazaj, ko je bila postojanka Rimskega cesarstva. Njegovo kombinirano keltsko-latinsko ime, Portus Cale, je bilo navedeno kot izvor imena Portugalska, ki temelji na transliteraciji in ustnem razvoju iz latinščine.
Portovec, eden najbolj znanih portugalskih izvoznih izdelkov, je dobil ime po Portu, saj je bilo metropolitansko območje, zlasti kleti Vila Nova de Gaia, odgovorno za pakiranje, transport in izvoz alkoholiziranega vina. V letih 2014 in 2017 je bil Porto izbran za najboljšo evropsko destinacijo s strani Best European Destinations Agency. Porto je na poti portugalske poti Camino de Santiago.

## Zgodovina

### Zgodnja zgodovina
Prakelti in Kelti so bili med prvimi znanimi prebivalci tega območja. Ruševine iz tega obdobja so bile odkrite na več območjih. Arheološke najdbe razkrivajo, da so bile tudi človeške naselbine ob izlivu reke Douro že v 8. stoletju pred našim štetjem, kar namiguje na feničansko trgovsko naselbino tam.
Med rimsko okupacijo Iberskega polotoka se je mesto razvilo kot pomembno trgovsko pristanišče, predvsem v trgovini med Olisipona (sodobna Lizbona) in Bracara Augusta (sodobna Braga). Porto je bil pomemben tudi v svebskih in vizigotskih časih in središče širjenja krščanstva v tem obdobju.
Porto je padel pod nadzor muslimanov med invazijo na Iberski polotok nekje med letoma 714 in 716. Porto in več mest na severozahodu Portugalske, kot so Braga, Chaves in Lamego, je leta 741 ponovno osvojil Alfonz I. Asturski in tako je Porto postal obmejna naselbina. Vímara Peres, galicijski grof iz Gallaecije in vazal kralja Asturije, Léona in Galicije Alfonza III., je dobil fevd Portucale in okolico. To je vključevalo območje od reke Minha do reke Duero: naselje Portus Cale in območje, ki je znano kot Vila Nova de Gaia. Portus Cale, kasneje imenovan Portucale, je bil izvor modernega imena Portugalske. Leta 868 je grof Vímara Peres ustanovil Portugalsko grofijo (portugalsko Condado de Portucale), običajno znano kot Condado Portucalense, potem ko je ponovno naselil regijo severno od Duera.
Leta 1093 se je Terezija iz Leóna, nezakonska hči kralja Alfonza VI. Kastiljskega, poročila s Henrikom Burgundskim, ki je kot doto prinesla Portugalsko grofijo. Ta Condado Portucalense je postala žarišče tega, kar se je imenovalo rekonkvista, in je kasneje postalo neodvisno kraljestvo Portugalska, potem ko se je sčasoma razširilo do svojih sedanjih meja na jug, ko je osvojilo ozemlje, ki so ga stoletja naseljevali Mavri, pod vladavino kralja Afonza I. Portugalskega v začetku 12. stoletja.
Leta 1387 je bil Porto kraj poroke Ivana I. in Philippe Lancasterske, hčerke Johna Gaunta; to je simboliziralo dolgoletno vojaško zavezništvo med Portugalsko in Anglijo.Portugalsko-angleško zavezništvo (glej Windsorsko pogodbo) je najstarejše zabeleženo vojaško zavezništvo na svetu.
V 14. in 15. stoletju so portugalske ladjedelnice prispevale k razvoju portugalskega ladjedelništva. Tudi iz pristanišča Porto se je leta 1415 princ Henrik Pomorščak (sin Ivana I. Portugalskega) podal na osvajanje mavrskega pristanišča Ceuta v severnem Maroku. Tej ekspediciji kralja in njegove flote, ki je vključevala princa Henrika, je sledila plovba in raziskovanje vzdolž zahodne obale Afrike, s čimer se je začela portugalska doba odkritij. Vzdevek, ki so ga dali prebivalcem Porta, se je začel v tistih dneh; Portuense še danes pogovorno imenujemo tripeiros (ljudstvo vampov), kar se nanaša na to obdobje zgodovine, ko so iz Porta s svojimi mornarji tovorili kakovostnejše kose mesa, medtem ko so odrezki in stranski proizvodi, kot npr. vampi, ostali za meščane Porta; vampi ostajajo kulturno pomembna jed v sodobnem Portu.

### 18. stoletje
V 13. stoletju so vino, pridelano v dolini Douro/Duero, že prevažali v Porto v barcos rabelos (ploske jadrnice). Leta 1703 je Methuenska pogodba vzpostavila trgovinske odnose med Portugalsko in Anglijo. Leta 1717 je bila v Portu ustanovljena prva angleška trgovska postaja. Proizvodnja portovca je nato postopoma prešla v roke nekaj angleških podjetij. Da bi preprečil to prevlado, je premier markiz Pombal ustanovil portugalsko podjetje, ki je dobilo monopol nad vini iz doline Douro. Razmejil je regijo za proizvodnjo portovca, da bi zagotovil kakovost vina; to je bil prvi poskus nadzora nad kakovostjo in pridelavo vina v Evropi. Mali vinogradniki so se na pustni torek uprli njegovi strogi politiki in zažgali stavbe tega podjetja. Upor so poimenovali Revolta dos Borrachos (upor pijancev).
Med letoma 1732 in 1763 je italijanski arhitekt Nicolau Nasoni zasnoval baročno cerkev s stolpom; postala je arhitekturna in vizualna ikona: Torre dos Clérigos (Duhovniški stolp). V 18. in 19. stoletju je mesto postalo pomembno industrijsko središče, njegova velikost in število prebivalcev pa sta se povečala.

### 19. stoletje
Invazija Napoleonovih čet na Portugalsko pod maršalom Soultom je v mesto Porto prinesla vojno. 29. marca 1809, ko je prebivalstvo bežalo pred napredujočimi francoskimi enotami in poskušalo prečkati reko Douro čez Ponte das Barcas (pontonski most), se je most pod težo zrušil. Na ta dogodek se še vedno spominja plošča na mostu Ludvika I. Francosko vojsko je iz Porta izrinil Arthur Wellesley, 1. vojvoda Wellingtonski, ko je njegova anglo-portugalska vojska prečkala reko Douro iz Mosteiro da Serra do Pilar (nekdanji samostan) v briljantnem dnevnem napadu, z uporabo vinskih bark za prevoz vojakov, ki so obkrožili francosko vojsko.
Pod vplivom liberalnih revolucij v Evropi se je liberalna revolucija leta 1820 začela tudi v Portu. Revolucionarji so zahtevali vrnitev Ivana VI. Portugalskega, ki je od francoskih vpadov na Portugalsko prenesel portugalski dvor v portugalsko kolonijo Brazilijo, prav tako so zahtevali, da se na Portugalskem vzpostavi ustavna monarhija. Leta 1822 je bila sprejeta liberalna ustava, deloma s prizadevanji liberalne skupščine Porta (Junta do Porto). Ko je leta 1828 na portugalski prestol sedel Miguel I., je zavrnil to ustavo in vladal kot protiliberalni, absolutistični monarh. Med leti 1828 in 1834 je potekala državljanska vojna (znana kot liberalna vojna) med tistimi, ki so podpirali konstitucionalizem, in tistimi, ki so nasprotovali tej spremembi, ki so bili navdušeni nad skoraj absolutizmom in jih je vodil Miguel I.. Porto se je znova uprl in moral med letoma 1832 in 1833 prestati osemnajstmesečno obleganje absolutistične vojske. Porto se imenuje tudi Cidade Invicta ('Neuničeno mesto'), potem ko se je uspešno uprl obleganju Miguelistov. Po abdikaciji kralja Miguela je bila ponovno vzpostavljena liberalna ustava.
Porto, znan kot mesto mostov, je svoj prvi stalni most, Ponte das Barcas (pontonski most), zgradil leta 1806. Tri leta kasneje se je zrušil pod težo tisočih ubežnikov pred francoskimi vpadi med vojno na polotoku, kar je povzročilo na tisoče smrti. Nadomestil ga je Ponte D. Maria II., populariziran pod imenom Ponte Pênsil (viseči most) in zgrajen med letoma 1841 in 1843; ostali so le njegovi nosilni stebri. Ponte Maria Pia, železniški most, je bil slovesno odprt 4. novembra 1877; veljal je za podvig inženiringa iz kovanega železa in ga je zasnoval Gustave Eiffel, znan po svojem pariškem stolpu. Kasnejši Ponte Dom Luís I. je nadomestil prej omenjeni Ponte Pênsil. Ta zadnji most je izdelal Teophile Seyrig, nekdanji Eifflov partner. Seyrig je zmagal na vladnem natečaju, ki je potekal leta 1879. Gradnja se je začela leta 1881, most pa je bil odprt za javnost 31. oktobra 1886.
V mestu je bila ustanovljena visokošolska ustanova za navtiko (Aula de Náutica, 1762) in borza (Bolsa do Porto, 1834 – 1910), ki pa sta bili ukinjeni.
Nemiri republikancev so privedli do prvega upora proti monarhiji v Portu 31. januarja 1891. To se je na koncu končalo z strmoglavljenjem monarhije in razglasitvijo republike z revolucijo 5. oktobra 1910.

### 20. stoletje
19. januarja 1919 so sile, ki so bile naklonjene obnovitvi monarhije, sprožile protirevolucijo v Portu, znano kot Severna monarhija. V tem času je bil Porto glavno mesto obnovljenega kraljestva, saj je bilo gibanje omejeno proti severu. Monarhija je bila odstavljena manj kot mesec dni pozneje in nobena druga monarhistična revolucija na Portugalskem se ni ponovila.
Zgodovinsko središče Porta je UNESCO leta 1996 razglasil za svetovno dediščino. Svetovna dediščina je opredeljena v dveh koncentričnih conah; »Varovano območje« in v njem »Klasificirano območje«. Klasificirano območje obsega srednjeveško mestno jedro, ki je znotraj romanskega obzidja iz 14. stoletja.

## Geografija
Mesto Porto se nahaja na strateški lokaciji v regiji Douro Litoral na severu Portugalske na severnem bregu reke Douro tik pred njenim izlivom v Atlantski ocean. Neposredno na nasprotni strani reke je mesto Vila Nova de Gaia, s katerim je Porto povezan z več mostovi čez dolino.
Številnim najstarejšim hišam v mestu grozi zrušitev. Prebivalstvo v občini Porto se je od leta 1980 zmanjšalo za skoraj 100.000, vendar je število stalnih prebivalcev na obrobju in v satelitskih mestih močno naraslo.
Administrativno je občina razdeljena na 7 civilnih župnij (freguesias):
- Aldoar, Foz do Douro in Nevogilde
- Bonfim
- Campanhã
- Cedofeita, Santo Ildefonso, Sé, Miragaia, São Nicolau e Vitória
- Lordelo do Ouro e Massarelos
- Paranhos
- Ramalde

### Podnebje
Porto ima toplo poletno sredozemsko podnebje (Köppen Csb) z vplivi oceanskega podnebja (Cfb), kot je severna Španija. Posledično ima njegovo podnebje veliko značilnosti s toplim, suhim sredozemskim podnebjem v južni Evropi in mokrim morskim podnebjem na zahodni obali severnega Atlantika, kar mu zagotavlja topla, suha poletja in blage, deževne zime. Hladni in deževni dnevi lahko občasno prekinejo suho sezono. Ta občasna poletna deževna obdobja lahko trajajo nekaj dni, zanje pa so značilne plohe in nizke temperature okoli 20 °C popoldne. Letne količine padavin so visoke in koncentrirane v zimskih mesecih, zaradi česar je Porto eno najbolj namočenih večjih mest v Evropi. Dolga obdobja z višjimi temperaturami in sončnimi dnevi pa so pogosta tudi v najbolj deževnih mesecih.
Poletja so običajno sončna, s povprečnimi temperaturami med 16 in 26 °C, vendar se lahko med občasnimi vročinskimi valovi dvignejo tudi do 38 °C. Med takšnimi vročinskimi valovi je vlaga precej nizka. Bližnje plaže so pogosto vetrovne in običajno hladnejše od urbanih območij. Poletne povprečne temperature so zaradi oceanskega vpliva nekaj stopinj nižje od pričakovanih v portugalskih mestih, ki so bolj celinsko sredozemska.
Zimske temperature se običajno gibljejo med 6 °C zgodaj zjutraj in 15 °C popoldne, vendar redko padejo pod 0 °C ponoči. Vreme je pogosto dolgotrajno deževno, čeprav se pojavijo dolgotrajna sončna obdobja.

## Kultura in znamenitosti
Leta 1996 je UNESCO priznal zgodovinsko središče Porta kot svetovno dediščino. 

### Staro mestno jedro
Zaradi številnih baročnih cerkva je Porto znan tudi kot »baročno mesto«. Nicolau Nasoni, arhitekt italijanskega porekla, je odgovoren za pomembne baročne stavbe v mestu. Za podobo zgodovinskega starega mestnega jedra so značilne manj posebne posamezne stavbe, bolj pa celostna struktura ohranjenega mestnega jedra. Značilne so številne stavbe iz granita. Najstarejši obstoječi hotel je Grande Hotel do Porto, ki je bil odprt leta 1880. Najstarejša betonska stolpnica v mestu je Hotel Dom Henrique.
Ozke, vijugaste ulice z gosto pozidanimi hišami tvorijo terasasto strukturo starega mesta Ribeira, ki je od leta 1996 registrirano kot Unescov seznam svetovne dediščine, začenši z bregov reke Douro na pobočju. Zaradi živahnega trgovanja v trgovinah je hribovito staro mestno jedro podnevi videti zelo živahno.
Foz Velha, zgodovinsko obalno okrožje Porta z značilnimi ozkimi vijugastimi ulicami, je portugalski inštitut za arhitekturno dediščino leta 2002 uvrstil med zgodovinske spomenike.
Je pa to območje problematično, saj je večina naštetih hiš praznih ali pa imajo v pritličju le trgovine. Najemnine in stroški vzdrževanja delno propadajočih stavb so visoki. Ker ima veliko prebivalcev raje stanovanja na obrobju mesta, staro mestno jedro - z izjemo tistih ob bregovih reke Douro - zvečer skoraj ni zasedeno.
- Praça da Ribeira
- Hioše ob Douro
- Tipična ulica v starem mestnem jedru s pogledom na Sé do Porto
- Hiše v Portu (1999)
- Niz hiš v Portu

### Katedrala in cerkve
Nad Ribeiro na hribu Pena Ventos, na Terreiro da Sé, je stolnica v Portu (Sé do Porto) z dvema stolpoma. Zgrajena v 12. stoletju kot romanska utrjena cerkev in nato spremenjena v gotskem slogu, je bila v 17. in 18. stoletju deležna popolne prenove. Kljub tem spremembam je bil ohranjen njegov prvotni obrambni značaj. Bogato opremljeni oltarji, vključno s pozlačenim glavnim oltarjem Niccola Nasonija v koru in srebrnim oltarjem v levem transeptu, so v notranjosti, ki jo sicer odlikuje preprostost. Azulejos, nameščene v 18. stoletju, so značilne za gotski križni hodnik na desni ladji. V neposredni bližini stolnice je škofovska palača.
Mestno podobo prevladujejo tudi številne cerkve, ki razkrivajo vpliv katolištva, ki je še danes globoko zakoreninjen:
- Torre dos Clérigos: Markantni zvonik je med letoma 1754 in 1763 zgradil italijanski arhitekt Niccolò Nasoni. Skoraj 76 metrov visok stolp je nekoč služil kot vodilo pomorščakom, danes pa je znamenitost mesta. Povezana ovalna Cerkev São Pedro dos Clérigos, zgrajena med letoma 1732 in 1750, izžareva skoraj preprosto eleganco za baročno stavbo s svojo dvonadstropno fasado.
- Cerkev Santa Clara: baročna cerkev, skoraj v celoti opremljena z brazilskim plemenitim lesom in zlatimi lističi s preprosto gotsko fasado; stoji na neopaznem dvorišču na Largo 1° Dezembro.
- Igreja do Carmo: baročna cerkev, zgrajena med letoma 1756 in 1768; azulejos na stranski fasadi predstavlja ustanovitev karmeličanskega reda; je nasproti rektorata univerze.
- Igreja da Trindade: zgrajena v 19. stoletju v neoklasicističnem slogu; je neposredno za mestno hišo.
- São Francisco: zaradi bogatega zlatega okrasja iz 17./18. stoletja. stoletja znana tudi kot »zlata cerkev« v notranjosti; prvotno del frančiškanskega samostana, ki je poleg borze.
- Cerkev sv. Ildefonza: zunanja fasada, okrašena z azulejos; zgrajena v 18. stoletju; je v bližini gledališča São João.
- Capela Carlos Alberto kot spominska kapela sardinskega kralja Karla Alberta.

- Igreja do Carmo
- Igreja da Trindade
- Cerkev sv. Frančiška
- Cerkev sv. Ildefonza

### Znamenitosti
- Avenida dos Aliados: mestni bulvar, približno na sredini je marmorna skulptura kiparja Henriqueja Moreire (1890–1979), "Juventude", alegorija mladosti iz leta 1929.[31] Skulptura prikazuje golo dekle v sedečem položaju, ki se z rokami opira na podstavek s štirimi obrazi bruhalnikov, ki bruhajo vodo v majhno posodo. Od Avenida dos Aliados se odcepijo glavne nakupovalne ulice. Vzporedno z njo, 300 metrov proti vzhodu, poteka bulvar Rua de Santa Catarina; tradicionalno nakupovalno središče Mercado do Bolhão se razteza med Avenida dos Aliados; blizu Avenida dos Aliados so Igreja dos Clérigos s Torre dos Clérigos in drugimi spomeniki.
- Paços de Concelho: mestno hišo je leta 1916 zasnoval angleški arhitekt Barry Parker v neoklasicističnem slogu; pred stavbo sta spomenik Almeida Garrett in Praça do General Humberto Delgado.
- Praça da Liberdade: Trg na dnu Avenida dos Aliados s konjeniškim kipom portugalskega kralja Pedra IV.
- Palácio da Bolsa: borza iz leta 1844 predstavlja gospodarski pomen mesta. Gradnjo so financirali člani portugalskega poslovnega kluba Associação Comercial do Porto. Vrhunec je neomavrska plesna dvorana Salão Árabe.
- Praça da Galiza: na križišču Rua de Júlio Dinis in Rua do Campo Alegre.
- Praça da Cidade de Salvador: Trg na meji med dvema portugalskima mestoma Porto in Matosinhos. V središču je 50 metrov visoka skulptura Ona se spremeni
- Casa do Infante: verjetno rojstni kraj Infanta Henrika Pomorščaka, danes hrani mestni arhiv; njegov kip je le nekaj metrov naprej pred borzo.
- Knjigarna Livraria Lello & Irmão: z neogotsko zunanjo fasado in leseno secesijsko notranjostjo iz leta 1906 velja za eno najlepših knjigarn v Evropi. Pisatelj Enrique Vila-Matas jo opisuje kot najlepšo.
- Café Majestic: kavarna v slogu Art nouveau na Rua Santa Catarina z originalno notranjostjo iz 1920-ih
- vinska klet Casa da Prelada
- Sinagoga Kadoorie izraelske skupnosti Porto: največja sinagoga na Iberskem polotoku, zgrajena v 1930-ih
- Parque de Serralves: park v okrožju Lordelo do Ouro, ki ga je leta 1932 zasnoval francoski krajinski arhitekt Jacques Gréber
- Mestno obzidje iz rimskih časov
- Spomenik Almeida Garretta
- Palača pravice (1961)
- Quiosque do Serviço de Transportes Colectivos do Porto
- Feitoria Inglesa, nekdanja britanska trgovska postaja

- Pogled iz mestne hiše na Praça do General Humberto Delgado na Avenida dos Aliados
- Paços de Concelho do Porto (Mestna hiša v Portu)
- Avenida dos Aliados, pogled z juga
- Palácio da Bolsa palača Bolsa)
- Juventuda – Alegorija mladosti
- Knjigarna Lello & Irmão – notranje stopnice
- Knjigarna Lello & Irmão – fasada
- Sinagoga Kadoorie izraelske skupnosti Porto

## Gastronomija
Porto je dom številnih jedi tradicionalne portugalske kuhinje. Tipična jed iz tega mesta je Tripas à Moda do Oporto (jed iz govejega želodca iz vampov z belim fižolom, korenjem in rižem). Bacalhau à Gomes de Sá (trska v slogu Gomes de Sá) je še ena tipična jed iz polenovke, rojena v Portu in priljubljena na Portugalskem.
Francesinha je najbolj priljubljen domači prigrizek v Portu. Gre za nekakšen sendvič z več vrstami mesa, pokritih s sirom in posebno omako iz piva in drugih sestavin.
Rojões (ocvrto svinjsko meso) in sarrabulho (jed iz svinjske krvi) sta prav tako tipični jedi regije Norte, ki sta zelo priljubljeni v glavnem mestu regije. Tako kot v skoraj vseh obalnih območjih portugalskega primorja s široko ponudbo svežih rib je tudi sardinha assada (sardela na žaru) običajna, klasična glavna jed.
Portovec, mednarodno znano vino, je splošno sprejeto kot desertno vino v mestu, zlasti ker se vino proizvaja ob reki Douro, ki teče skozi mesto.